# Ecuaciones para un cuerpo en caída libre

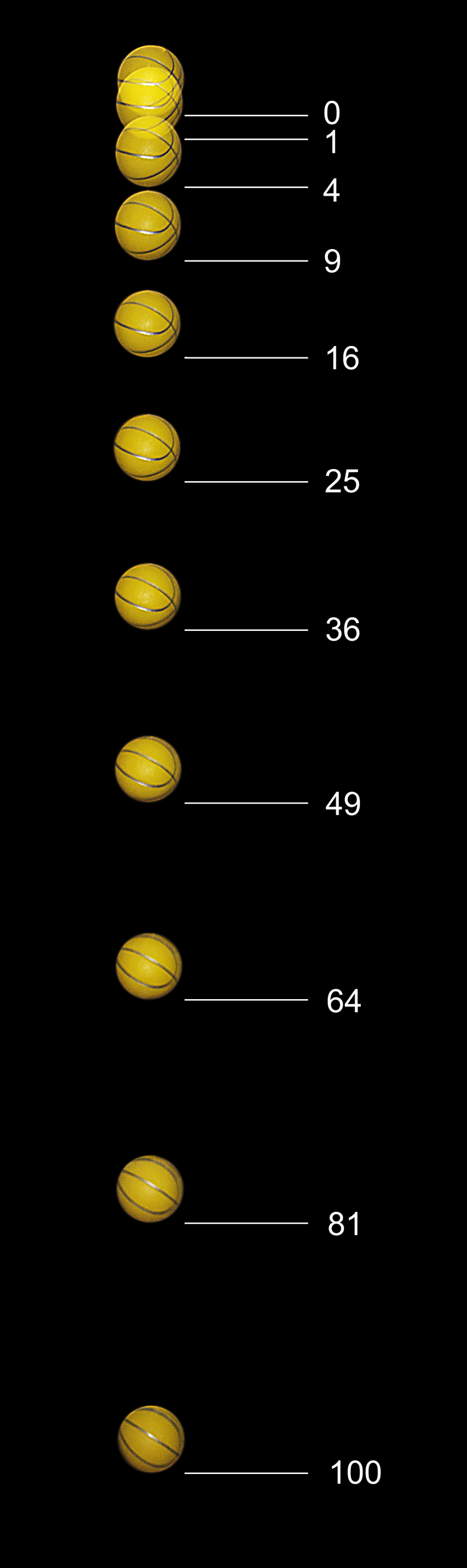
La distancia que recorre un objeto que cae libremente por acción de la gravedad es proporcional al cuadrado del tiempo transcurrido. Esta imagen se tomó en medio segundo, y fue capturada por medio de fotografía estroboscópica a 20 capturas por segundo. En la primera captura el balón se desplaza a 12 mm, en la segunda captura el balón se desplaza 4 veces la distancia anterior, posteriormente 9 veces y así sucesivamente

Efecto de la atracción gravitatoria terrestre: animación de una esfera en caída libre desde la Torre de Pisa

Bajo condiciones terrestres normales, cuando los objetos se mueven debido a una fuerza gravitacional constante, un conjunto de ecuaciones dinámicas describen las trayectorias resultantes. Por ejemplo, la ley de gravitación universal se simplifica a F = mg, donde m es la masa del cuerpo. Esta suposición es válida para objetos de la experiencia diaria que caen a tierra desde alturas relativamente pequeñas, pero no es válida para distancias más grandes, como la trayectoria de una nave espacial.
En este artículo se desprecia la resistencia del aire.

## Historia
Galileo fue el primero en demostrar, y consecuentemente en formular, estas ecuaciones. Utilizó un plano inclinado para estudiar unas bolas que rodaban en él. La rampa disminuía la aceleración lo suficiente como para medir el tiempo que tardaba una bola en llegar a una distancia determinada. Para medir el tiempo transcurrido, se sirvió de un reloj de agua, usando una "balanza extremadamente precisa" para medir la cantidad de agua.
Las ecuaciones desprecian la resistencia del aire, la cual tiene un efecto considerable sobre objetos que caen de una distancia considerablemente grande, haciéndoles alcanzar rápidamente una velocidad límite. Por ejemplo, una persona que salte de un avión en posición horizontal, alcanzará una velocidad aproximada de 250 km/h debido a la resistencia del aire; pero si se aumenta la altura de salida, la densidad del aire disminuye y también su resistencia. Felix Baumgartner saltó desde 38.969,3 metros y batió el récord de caída libre alcanzando 1357,64 km/h. El efecto de la resistencia del aire depende enormemente del tamaño y geometría del objeto en caída, de la densidad del aire y de la velocidad. Por ejemplo, las ecuaciones no son válidas para una pluma, que tiene una masa baja pero una gran resistencia al aire (en ausencia de una atmósfera, todos los objetos caen a la misma velocidad, como el astronauta David Scott demostró al dejar caer un martillo y una pluma en la superficie de la Luna).
Las ecuaciones también ignoran la rotación de la Tierra; por esta razón, el efecto Coriolis no es tenido en cuenta. No obstante, normalmente son lo suficientemente exactas para objetos compactos y densos que caen de alturas que no exceden las estructuras más altas hechas por el hombre.

## Visión general
Cerca de la superficie de la Tierra, la aceleración debida a la gravedad tiene aproximadamente el valor g = 9.81 m/s² (metros por segundo cuadrado). Para otros planetas g debe multiplicarse por el respectivo factor de escala. Es importante usar las unidades correctas para la aceleración debida a la gravedad g, la distancia d, el tiempo t y la velocidad v. Considerando el SI, g se medirá en metros por segundo cuadrado y d se medirá en metros, t en segundos y v en metros por segundo.
En todos los casos siguientes, se asume que el cuerpo inicia su movimiento desde un estado de reposo (eso significa que su velocidad inicial es cero), y además se desprecia la resistencia del aire. Generalmente, en la atmósfera de la Tierra, esto es válido para caídas que no duren más de 5 segundos (tiempo en que la velocidad del objeto será un poco menor que el valor de una caída equivalente en el vacío, de 49 m/s, debido a la resistencia del aire). A diferencia del vacío perfecto, la resistencia del aire produce una fuerza de arrastre sobre cualquier cuerpo que cae atravesando una atmósfera, y esta fuerza de arrastre se incrementa con la velocidad hasta que iguala a la fuerza gravitacional, causando que el cuerpo caiga a una velocidad límite constante.
El arrastre atmosférico, el coeficiente de arrastre del objeto, la velocidad instantánea del objeto, y el área expuesta al flujo de aire determinan la velocidad límite.
A excepción de la última fórmula, estas fórmulas también asumen que g no varía significativamente con la altura durante la caída (por lo cual, se asume una aceleración constante). Para situaciones donde la distancia del centro del planeta varía significativamente durante la caída, de forma que se producen cambios significativos en el valor de g, debería usarse la última ecuación para obtener una mayor exactitud. Esta situación ocurre en muchas aplicaciones de física básica.

## Ecuaciones

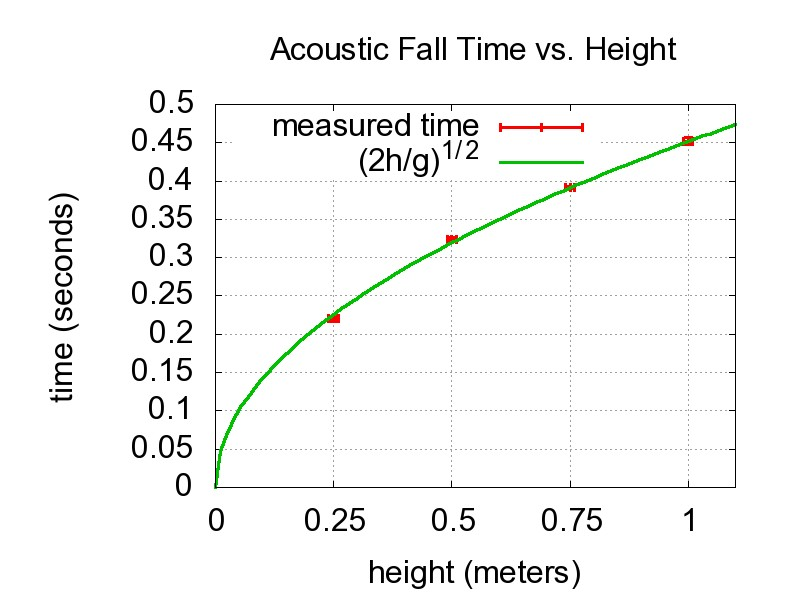
Medición del tiempo de caída de una pequeña esfera de acero cayendo de diferentes alturas. La información concuerda con el tiempo predicho de, donde h es la altura y g es la aceleración de la gravedad

| Distancia d recorrida por un objeto en caída libre con tiempo t: | Tiempo t transcurrido para un objeto que cae una distancia h:                          | {\displaystyle \ t=\ {\sqrt {\frac {2h}{g}}}} |
| Velocidad instantánea vi de un cuerpo en caída libre después de un lapso de tiempo t: | {\displaystyle \ v_{f}=gt}                                                             |                                               |
| Velocidad instantánea vi de un cuerpo en caída libre que ha recorrido una distancia d: | {\displaystyle \ v_{i}={\sqrt {2gd}}\ }                                                |                                               |
| Velocidad promedio va de un cuerpo que ha caído durante un tiempo t: | {\displaystyle \ v_{h}={\frac {1}{2}}gt}                                               |                                               |
| Velocidad promedio va de un cuerpo en caída libre que ha recorrido una distancia d : | {\displaystyle \ v_{a}={\frac {\sqrt {2gd}}{2}}\ }                                     |                                               |
| Velocidad instantánea {\displaystyle \ v_{i}\ } de un cuerpo en caída libre que ha recorrido una distancia {\displaystyle \ d\ } en un planeta con masa {\displaystyle \ M\ }, con el radio combinado del planeta y la altitud del cuerpo en caída libre {\displaystyle \ r\ }. Esta ecuación se usa para radios más grandes donde {\displaystyle \ g\ } es más pequeño de lo que vale normalmente {\displaystyle \ g\ } en la superficie de la Tierra, asumiendo una pequeña distancia de caída, por lo que el cambio en {\displaystyle \ g\ } es pequeño y relativamente constante: | {\displaystyle \ v_{i}={\sqrt {\frac {2GMd}{r^{2}}}}\ }                                |                                               |
| Velocidad instantánea {\displaystyle \ v_{i}\ } de un cuerpo en caída libre que ha recorrido una distancia {\displaystyle \ d\ } en un planeta con masa {\displaystyle \ M\ } y radio {\displaystyle \ r\ } (usado para distancias de caída grandes donde {\displaystyle \ g\ } puede cambiar significativamente): | {\displaystyle \ v_{i}={\sqrt {2GM{\Big (}{\frac {1}{r}}-{\frac {1}{r+d}}{\Big )}}}\ } |                                               |

## Ejemplos
- La primera ecuación muestra que, después de un segundo, un cuerpo habrá caído una distancia de 1/2 × 9.8 × 1² = 4.9 metros. Después de dos segundos habrá caído 1/2 × 9.8 × 2² = 19.6 metros, y así sucesivamente.

- Para cuerpos astronómicos diferentes a la Tierra, y para pequeñas distancias de caída en otros cuerpos astronómicos, en las ecuaciones ya mencionadas se debe reemplazar g por G(M+m)/r², donde G es la constante de gravitación universal, M es la masa del cuerpo astronómico, m es la masa del cuerpo en caída libre, y r es la distancia entre el cuerpo y el centro de masas común.

- Prescindir de la simplificación de considerar la aceleración gravitacional uniforme, proporciona resultados mucho más exactos, como puede verse en la fórmula de las trayectorias elípticas radiales.

- El tiempo t transcurrido cuando un objeto cae desde una altura r a una altura x, medida desde el centro de los dos cuerpos, viene dada por:

donde {\displaystyle \mu =g(m_{1}+m_{2})} es la suma de los parámetros gravitacionales estándar de los dos cuerpos. Esta ecuación debería ser usada cuando haya una variación significativa de la aceleración gravitacional durante la caída.

### Potencial gravitacional
Para cualquier distribución de masa existe un campo escalar, denominado potencial gravitatorio, correspondiente a la energía potencial gravitatoria por unidad de masa de un punto material en función de su posición, que se expresa según la fórmula:
donde la integral tiene en cuenta toda la masa. Su gradiente cambiado de signo coincide con el campo gravitacional, y su  operador laplaciano es la divergencia del campo de gravedad, igual en cualquier punto a -4πG veces la densidad local.

### Aceleración relativa a la rotación de la Tierra
La fuerza centrífuga hace que la aceleración medida en la superficie de la Tierra en rotación, difiera de la aceleración que se mide para un cuerpo en caída libre: la aceleración aparente en el marco de referencia giratorio es el vector de gravedad total menos un pequeño vector hacia el eje norte-sur de la Tierra, correspondiente a que el cuerpo en caída libre no es arrastrado por el marco de referencia de la Tierra en rotación.